# Neomaso
Neomaso là một chi nhện trong họ Linyphiidae.